# Bulagei
Bulagei – wieś w Rumunii, w okręgu Vâlcea, w gminie Stoilești. W 2011 roku liczyła 209 mieszkańców.